# فانا
فانا (به ایتالیایی: Fanna) یک کومونه در ایتالیا است که در استان پوردنونه واقع شده‌است.

## خصوصیات
فانا ۱۰٫۱ کیلومترمربع مساحت و ۱٬۵۷۴ نفر جمعیت دارد و ۲۷۴ متر بالاتر از سطح دریا واقع شده‌است.